# Det förtvivlade hjärtat
Det förtvivlade hjärtat ("Le grand écart") är Jean Cocteaus debutroman, utgiven 1923. 
Romanen handlar om sjuttonårige Jacques Forriesters som kommer till sekelskiftets Paris och upplever den stora skillnaden, "le grand écart", mellan sina förväntningar och verkligheten. Han inleder ett förhållande med den flera år äldre aktrisen Germaine som utvecklar sig till ett triangeldrama. Berättelsen är en sorts bildningsroman i klassisk stil och har drag av nyckelroman med självbiografiska inslag. 
Romanen blev en kritikerframgång när den kom ut. Den beundrades mycket av François Mauriac för dess klassiska stil, och av Paul Valéry för att den inte var någon riktig roman i traditionell mening utan snarare ett stycke av diktaren själv.
Den utkom 1991 i svensk översättning och med efterord av Per Magnus Kjellström.

## Källa
Jean Cocteau Det förtvivlade hjärtat Schultz Förlag 1991 ISBN 91 87370 04 2